# 柔佛置地大厦
柔佛置地大厦（英語：JLand Tower）位于马来西亚柔佛州新山市的38层的甲级办公摩天大楼，包括30层的办公室和一个称为新山光大 (KOMTAR JBCC) 的7层的购物商场。此外，顶层设有柔佛州首个空中玻璃步道，可真正欣赏到柔佛州新山市市中心的360度全景。